# Stiftung Sächsische Gedenkstätten zur Erinnerung an die Opfer politischer Gewaltherrschaft
Die Stiftung Sächsische Gedenkstätten zur Erinnerung an die Opfer politischer Gewaltherrschaft ist eine vom Freistaat Sachsen errichtete Stiftung des öffentlichen Rechts, die mehrere Gedenkstätten zur Erinnerung an die Opfer des Nationalsozialismus und des Kommunismus selbst in eigener Trägerschaft unterhält oder finanziell unterstützt. Nach Streit zwischen Verbänden der Opfer des Nationalsozialismus und der kommunistischen Diktatur und Kritik am Gedenkstättenstiftungsgesetz hat der Sächsische Landtag am 17. Oktober 2012 mit großer Mehrheit eine Novelle des Gesetzes beschlossen (SächsGVBl. S. 623). Diese ist am 16. Dezember 2012 in Kraft getreten. Die Stiftung ist Mitglied der Platform of European Memory and Conscience.

## Entstehung und Entwicklung der Stiftung
Die Erinnerungskultur des SED-Regimes in der DDR war weitgehend beschränkt auf kommunistische Opfer des Nationalsozialismus und somit bei weitem nicht ausreichend, um alle Opfergruppen zu berücksichtigen. Die „fehlenden“ Opfer wurden nach der Wiedervereinigung Deutschlands von entsprechenden Opferverbänden, von neu entstandenen lokalen Vereinen und von engagierten Einzelpersonen gewürdigt, die sich ehrenamtlich mit der Vergangenheit vor Ort auseinandersetzten und an die Geschehnisse erinnerten.
Am Anfang der 90er Jahre regten diese Bürgerinitiativen, einzelne Parlamentarier, aber auch die neuen Verbände der Opfer der kommunistischen Diktatur in der Sowjetischen Besatzungszone (SBZ) und in der DDR die Bildung eines Dachverbandes aller Gedenkstätten Sachsens an, um deren Finanzierung zu gewährleisten und ihre Arbeit auf eine tragfähige Grundlage zu stellen. Am 15. Februar 1994 beschloss die Sächsische Landesregierung die Gründung der „Stiftung Sächsische Gedenkstätten zur Erinnerung an die Opfer politischer Gewaltherrschaft“. Sie erhielt ihre gesetzliche Grundlage durch das Sächsische Gedenkstättenstiftungsgesetz (SächsGedenkStG) vom 28. Februar 2003.
Infolge des Beschlusses stellten einige wichtige Verbände von Opfern der NS-Diktatur ihre Mitarbeit in den Gremien der Stiftung ein. Dies waren der Zentralrat der Juden in Deutschland, das Dokumentations- und Kulturzentrum Deutscher Sinti und Roma, der Vereinigung der Verfolgten des Naziregimes, die Bundesvereinigung Opfer der NS-Militärjustiz und der Förderverein Dr. Margarete Blank e. V. Die Kritik richtete sich unter anderem gegen die Beschreibung des Stiftungszwecks im sächsischen Gedenkstättengesetz. Dessen Paragraph 2 unterscheidet nicht zwischen der nationalsozialistischen und der stalinistischen Diktatur. Damit würden NS-Verbrechen mit kommunistischen Verbrechen in der SBZ und der DDR gleichgesetzt und dadurch relativiert. Während das Gesetz die Bildung verschiedener thematischer Arbeitskreise vorsah, forderten die Kritiker zwei getrennte Beiräte, die jeweils vor und nach 1945 zum Inhalt haben sollten. Es gibt in der Stiftung, wie im Gesetz vorgesehen, einen gemeinsamen Beirat für Vertreter aller Opfer, d. h. der Opfer der NS-Diktatur und der Opfer aus der SBZ/DDR-Zeit. Die Kontroverse um die Stiftung Sächsische Gedenkstätten stand im Zusammenhang mit den Diskussionen um eine Veränderung der Gedenkstättenkonzeption des Bundes, aber auch der Frage der Überprüfung der Gremienmitglieder auf Stasimitarbeit. Im Januar 2010 gab sowohl der Zentralrat der Juden in Deutschland als auch der sächsische Verband der Verfolgten des Naziregimes – Bund der Antifaschisten e. V. die Rückkehr in die Stiftung Sächsische Gedenkstätten bekannt. Mittlerweile arbeiten die Opferverbände beider deutscher Diktaturen wieder in den Gremien der Stiftung zusammen.

## Zweck und Aufgaben der Stiftung
Zweck der Stiftung ist nach § 2 Abs. 1 des Sächsischen Gedenkstättenstiftungsgesetzes, diejenigen Stätten im Freistaat Sachsen zu erschließen, zu fördern und zu betreuen, die an politische Gewaltverbrechen von überregionaler Tragweite, von besonderer historischer Bedeutung, an politische Verfolgung, an Staatsterror und staatlich organisierte Morde erinnern. Die Stiftung hat die Opfer politischer Gewaltherrschaft und den Widerstand gegen die Diktaturen zu würdigen sowie die Strukturen und Methoden der jeweiligen Herrschaftssysteme für die Öffentlichkeit zu dokumentieren.
Die Aufgaben der Stiftung sind folgende:
- Erschließung und Bewahrung der materiellen Hinterlassenschaften und Zeugnisse des Unrechts an den authentischen Orten (z. B. Gegenstände und Dokumente),
- eine würdige memoriale Gestaltung der Gedenkorte,
- die wissenschaftlich begründete Gestaltung von Dauer- und Wechselausstellungen in den Gedenkstätten,
- die Bereitstellung pädagogischer Angebote und Informationen für die Besucher der Gedenkstätten, insbesondere für Jugendliche,
- die Verankerung der historischen Bedeutung der Gedenkstätten im öffentlichen Bewusstsein mittels Veranstaltungen, Veröffentlichungen und anderen Formen der Bildungs- und Öffentlichkeitsarbeit,
- enge Zusammenarbeit mit Opferverbänden und Aufarbeitungsinitiativen,
- angewandte wissenschaftliche Forschung und Dokumentation.

## Finanzierung
Die Stiftung wird durch Mittel aus den Haushalten des Freistaates Sachsens sowie des Bundesbeauftragten für Kultur und Medien finanziert. Hinzu kommen noch Drittmittel und eigene Einnahmen. Insgesamt standen 2007 ca. 2,6 Mio. Euro zur Verfügung.

## Stiftungsorgane
Die Stiftung hat drei Stiftungsorgane.

### Stiftungsrat
Der Stiftungsrat hat die Lenkungs- und Entscheidungsgewalt (einfache Mehrheit) sowie die Kontrolle über die gesamte Stiftung inne und ist damit die oberste Dienstbehörde. Ihm gehören Vertreter von sächsischen Ministerien, Forschungs- und Bildungseinrichtungen, Opferverbänden, kommunalen Landesverbänden sowie Kirchen und Religionsgemeinschaften an.

### Geschäftsführer
Der für fünf Jahre vom Stiftungsrat gewählte Geschäftsführer übernimmt die Gesamtleitung der Stiftung und die Koordinierung der Arbeit an den jeweiligen Arbeitsstellen. Er führt die laufenden Geschäfte und setzt die Beschlüsse des Stiftungsrates um. Zudem ist er verantwortlich für Publikationen und „Ausführungen wissenschaftlicher und gedenkstättenfachlicher Entscheidungen der Stiftungsgremien“ (§ 8 Abs. 3 des Sächsischen Gedenkstättenstiftungsgesetzes).
Ab 1. Februar 2010 war Siegfried Reiprich Geschäftsführer der Stiftung. Er wurde 2014 vom Stiftungsrat wieder gewählt und von der Staatsregierung für weitere sieben Jahre im Amt bestätigt.
Ende Juni 2020 teilte die Stiftung in einer Pressemitteilung mit, dass Reiprich noch vor Jahresende 2020 abgelöst wird aufgrund dessen Fehlleistungen. Dies geschah am 21. Juli 2020 mit einer sofortigen Freistellung. Zum Nachfolger wurde Markus Pieper ernannt, der einen Vertrag über sieben Jahre ab 1. September 2021 erhielt.

### Stiftungsbeirat und Wissenschaftlicher Beirat
Der Stiftungsbeirat besteht aus maximal 20 Mitgliedern, die nicht bereits in einem anderen Organ der Stiftung tätig sind und von den „Interessenvertretungen (Komitees und Verbände, Gedenkstätten- und Aufarbeitungsinitiativen) sowie Kirchen, Religionsgemeinschaften und kommunalen Träger von Gedenkstätten“ (§ 9 Abs. 2 des Sächsischen Gedenkstättenstiftungsgesetzes) entsandt werden.
Der Wissenschaftliche Beirat setzt sich aus 5 sachkundigen Experten zusammen. Er begutachtet die Konzeptionen (Projekte, Ausstellungen usw.) der Gedenkstätten und gibt Empfehlungen und Anregungen für die Arbeit.
Vorsitzender des Stiftungsbeirates ist Tobias Hollitzer, Vorsitzender des wissenschaftlichen Beirates (§ 11 des Sächsischen Gedenkstättenstiftungsgesetzes) ist Joachim Scholtyseck.

## Gedenkstätten und weitere Projekte
Zur Stiftung gehören in direkter Trägerschaft folgende Gedenkstätten und Dokumentationsstellen:
- Gedenkstätte Pirna-Sonnenstein: In dieser ehemaligen Heilanstalt fielen 1940/41 ca. 15 000 vor allem geistig behinderte Menschen der nationalsozialistischen „Euthanasie“ zum Opfer.
- Gedenkstätte Ehrenhain Zeithain: Zehntausende (überwiegend sowjetische) Kriegsgefangene kamen zwischen 1941 und 1945 im damaligen Kriegsgefangenenlager Zeithain ums Leben.
- Gedenkstätte Münchner Platz Dresden: Die Gedenkstätte erinnert an die Justizopfer des NS-Staates, der sowjetischen Militäradministration und der frühen DDR-Strafjustiz. Hier wurden nicht nur Todesurteile ausgesprochen, sondern auch ca. 1.300 vollstreckt. Der Justizkomplex ist seit 1957 Teil der TU Dresden.
- Dokumentations- und Informationszentrum Torgau (DIZ Torgau): Mit den Militärgefängnissen „Fort Zinna“ und „Brückenkopf“ und dem Reichskriegsgericht galt Torgau während des Zweiten Weltkrieges als Zentrale der Wehrmachtjustiz. Nach Kriegsende richtete die sowjetische Geheimpolizei NKWD in Torgau zwei Speziallager ein. „Fort Zinna“  wurde 1950 an die Volkspolizei der DDR übergeben und beherbergt heute die Justizvollzugsanstalt Torgau. Im DIZ wird den Opfern der NS-Justiz, der sowjetischen Militärtribunale und der DDR-Justiz gedacht.
- Gedenkstätte Bautzen: Die Gedenkstätte Bautzen erinnert an die Opfer der beiden Haftanstalten Bautzen I und Bautzen II. Erstere, auch „Gelbes Elend“ genannt, wurde als einstige Landesgefangenenanstalt im Nationalsozialismus als Zuchthaus, von den sowjetischen Besatzern als Speziallager und in der DDR-Zeit als Strafvollzugsanstalt genutzt. Bautzen II galt von 1956 bis 1989 als gefürchtetes Gefängnis für „Staatsverbrecher“ mit besonderen Zugriffsrechten des Ministeriums für Staatssicherheit (MfS).
- Gedenkstätte Frauenhaftanstalt Hoheneck. Gedenkstätte Frauenhaftanstalt Hoheneck erinnert an die aus politischen Gründen inhaftierten Frauen in der DDR.[12]
- Dokumentationsstelle der Stiftung: Die „Dokumentationsstelle Widerstands- und Repressionsgeschichte in der NS-Zeit und der SBZ/DDR“ wurde 1999 mit dem Ziel eingerichtet, die von der Stiftung unterhaltenen Gedenkstätten durch Aktenerschließung und die Einrichtung eines biographischen Archivs zu Widerstand und Repression während der NS-Zeit, der sowjetischen Besatzung und der DDR auf dem Gebiet des heutigen Freistaates Sachsen wissenschaftlich zu unterstützen. Die Ergebnisse kommen nicht nur in Ausstellungen zum Tragen, sondern auch bei privaten Anfragen von Opfern politischer Gewaltherrschaft  bzw. von deren Angehörigen. Diese können ab dem 1. Januar 2015 nur noch zu Deutschen gegeben werden.[13] Bis 2014 führte die Dokumentationsstelle das Forschungsprojekt: „Sowjetische und Deutsche Kriegsgefangene und Internierte. Forschungen zur Kriegs- und Nachkriegszeit“ durch.[14]

### Projektförderung und institutionelle Förderung
Die Gedenkstätte Museum in der „Runden Ecke“ in Leipzig (getragen vom Bürgerkomitee Leipzig e. V.), die Gedenkstätte Bautzner Straße in Dresden (getragen von Erkenntnis durch Erinnerung e. V.) und das Bautzen-Komitee e. V. beschäftigen sich ausschließlich mit der DDR-Vergangenheit. Sie gehören nicht im engeren Sinne zur Stiftung Sächsische Gedenkstätten, werden jedoch von ihr finanziell auf dem Wege institutioneller Förderung unterstützt.
Eine Grundsicherung erhalten das Archiv Bürgerbewegung Leipzig e. V., die Umweltbibliothek Großhennersdorf e. V., das Martin-Luther-King-Zentrum in Werdau und die Initiativgruppe Geschlossener Jugendwerkhof Torgau e. V.

### Neue Gedenkstätten im Aufbau
Mit der Novellierung des Stiftungsgesetzes im Oktober 2012 wurde der sogenannte Gedenkstättenstreit in Sachsen beigelegt. Dabei definierte der Gesetzgeber neue Gedenkstättenprojekte, die gefördert werden können. Dies sind insbesondere die Gedenkstätte für Zwangsarbeit Leipzig, die ehemalige zentrale Hinrichtungsstätte der DDR in Leipzig, das Konzentrationslager Sachsenburg und die Gedenkstätte zu Ehren der Euthanasieopfer in Großschweidnitz. Die Projekte werden von Fördervereinen und Gemeinden aufgebaut und dabei von der Stiftung unterstützt.
Dies gilt auch für das Vorhaben, in oder am historischen Ort des Häftlingsfreikaufes in der DDR, dem ehemaligen Stasi-Gefängnis auf dem Chemnitzer Kaßberg, eine Gedenkstätte oder einen Gedenkort einzurichten.